# ワイルドでいこう!
「ワイルドでいこう!」（原題: Born to Be Wild）は、マーズ・ボンファイヤーが書き、ステッペンウルフが1968年にリリースした歌。この曲は、映画『イージー・ライダー』の冒頭で主人公らがバイクで疾走するシーンに使われ、その後も大衆文化およびカウンターカルチャーでバイク乗りの姿や態度に言及する際、しばしば引き合いに出される。またヘヴィメタルの嚆矢と言われることもあり、2番の歌詞にある heavy metal thunder（重金属の雷鳴）はロック音楽におけるこのフレーズの初出にあたる。

## 制作
マーズ・ボンファイヤーはこの曲をバラードとして書いた。ボンファイヤーは以前は、ステッペンウルフの前身であるザ・スパロウズのメンバーであり、彼の弟はステッペンウルフのドラマーだった。ボンファイヤーは当初、この曲を他のバンド（例えば The Human Expression）に提供したが、テンポを速めアレンジし直したバージョンはステッペンウルフが最初に録音した。『オールミュージック』誌のハル・ホロヴィッツはこの曲を「パワフルなリフを効かせたロックの轟くような賛歌」「ラジオから流れる不朽の名曲であり、60年代の騒然とした社会運動の一面でもあり、それが直ちにステッペンウルフのサウンドを特徴づけ、日夜流れるAMラジオでオンエアされる機会を与えた」と評した。

## リリースと評価
この曲はステッペンウルフの3枚目のシングル曲であり、1968年のデビューアルバム『ステッペンウルフ』からシングルカットされた。そしてこれはこのバンド最大のヒット曲となり、Billboard Hot 100 で2位まで昇った。首位は、ラスカルズの「自由への讃歌」に阻まれた。2004年に『ローリング・ストーン』誌は、この曲を「ローリング・ストーンの選ぶオールタイム・グレイテスト・ソング500」の129位に選んだ。同じく2004年に、アメリカ映画のヒット曲を調査した AFI の「アメリカ映画主題歌ベスト100」では29位につけた。2009年にこの曲は、VH1 の歴代ベストハードロック曲ランキングで53位になった。2018年にこの曲は、ロックの殿堂においてシングルの新しいカテゴリに加えられた。

## チャート

### 週間チャート
| チャート（1968年-1969年）                       | 最高位 |
| ----------------------------------------------- | ------ |
| オーストリア (Ö3 Austria Top 40)                | 20     |
| ベルギー（フランデレン） (Ultratop 50 Flanders) | 16     |
| カナダ (Canada Top Singles (RPM))               | 1      |
| ドイツ (Official German Charts)                 | 20     |
| オランダ (Dutch Top 40)                         | 32     |
| ニュージーランド (Listener)                     | 13     |
| イギリス (Official Charts Company)              | 30     |
| アメリカ (Billboard Hot 100)                    | 2      |

| チャート（1973年）        | 最高位 |
| ------------------------- | ------ |
| オランダ (Dutch Top 40)   | 16     |
| オランダ (Single Top 100) | 14     |

| チャート（1990年-1991年）                       | 最高位 |
| ----------------------------------------------- | ------ |
| ベルギー（フランデレン） (Ultratop 50 Flanders) | 20     |
| オランダ (Dutch Top 40)                         | 4      |
| オランダ (Single Top 100)                       | 5      |

| チャート（1999年）                 | 最高位 |
| ---------------------------------- | ------ |
| イギリス (Official Charts Company) | 18     |

### 年間チャート
| チャート（1968年）           | 最高位 |
| ---------------------------- | ------ |
| カナダ (RPM Top Singles)     | 14     |
| アメリカ (Billboard Hot 100) | 31     |

## カバー
1985年にオーストラリアのバンド・ローズ・タトゥーがこの曲をカバーし、同国で25位につけた。2002年にキム・ワイルドがこの曲をカバーしてアルバム未収録曲としてリリースし、ドイツで84位、スイスで71位につけた。2002年には Tanja Dexters がこの曲をカバーし、ベルギーで21位につけた。この曲をカバーした他のアーティストとしては、ザ・ベンチャーズ、ヒンダー、エタ・ジェイムス、リンク・レイ、スレイド、ザ・カルト、INXS、オジー・オズボーンとミス・ピギー、ブルース・スプリングスティーン、スレイヤー、ブルー・オイスター・カルト、ステイタス・クォー、ファンファーレ・チョカルリア、クロークス、ウィルソン・ピケット、ラ・レンガ、ジェス・グリーンバーグ、レイヴンとウド・ダークシュナイダーがある。

### チャート

#### ローズ・タトゥー版
| チャート（1985年）                 | 最高位 |
| ---------------------------------- | ------ |
| オーストラリア (Kent Music Report) | 25     |

#### キム・ワイルド版
| チャート（2002年）              | 最高位 |
| ------------------------------- | ------ |
| ドイツ (Official German Charts) | 84     |
| スイス (Schweizer Hitparade)    | 71     |

#### Tanja Dexters 版
| チャート（2002年）              | 最高位 |
| ------------------------------- | ------ |
| ベルギー (Ultratop 50 Flanders) | 21     |